# 维克多·古斯塔夫·罗宾
维克多·古斯塔夫·罗宾（Victor Gustave Robin，1855年5月17日—1897年）是法国分析数学家和应用数学家，在索邦大学讲授数学物理，研究还涉足热力学。罗宾边界条件以他的名字命名